# Dun & Bradstreet
Dun & Bradstreet (D&B; ['dʌn 'ænd 'brædstriːt]) — американская компания, специализирующаяся на сборе, каталогизации и анализе информации о субъектах бизнеса и составлении кредитных рейтингов, ведёт крупнейший в мире реестр сведений о частных компаниях (около 205 млн субъектов по состоянию на 2013 год).
Компания основана в середине XIX века, осуществила множество поглощений и прошла через серию разделений, в частности, в разное время в Dun & Bradstreet входили компания, ведущая рейтинг Нильсена, рейтинговое агентство Moody’s, аналитики рынков информационных технологий Gartner.
Основной источник доходов — предоставление заказчикам отчётов о финансовом состоянии организаций, подготовка платных выборок потенциальных клиентов и поставщиков по запрошенным критериям.

## История

### XIX век
20 июля 1841 года торговец галантереей и шёлком Льюис Тэппен (Lewis Tappan) открыл в Нью-Йорке агентство по предоставлению информации о кредитоспособности организаций под наименованием Mercantile Agency, основой послужили накопленные им сведения о платёжеспособности его клиентов. В 1849 году Тэппен передал бизнес брату — Артуру Тэппену и Бенджамину Дугласу (Benjamin Douglas), в 1854 году Дуглас выкупил у Артура Тэппена его долю. В 1859 году Дуглас продал агентство Роберту Грэму Дану (Robert Graham Dun) и название фирмы сменилось на R. G. Dun & Company.
В XIX веке агентство собирало информацию о частных компаниях посредством широкой корреспондентской сети, примечательно, что в первые десятилетия деятельности его корреспондентами были в разное время четыре будущих президента США: Авраам Линкольн, Улисс Грант, Гровер Кливленд и Уильям Мак-Кинли. С 1870-х по 1880-е годы количество подписчиков агентства выросло с 7 тыс. до 40 тыс., отчётами агентства покрывалось более 1 млн субъектов бизнеса. К 1891 году действовала распределённая сеть из 126 филиалов по всей территории США, также функционировали филиалы в Канаде, в Лондоне, Глазго, Париже, Мельбурне, Мехико, Гамбурге.
В 1896 году Роберта Дана на посту руководителя компании сменил его племянник и сын Бенджамина Дугласа — Роберт Дан Дуглас (Robert Dun Douglass).

### Первая половина XX века
В 1900 году Роберт Дан скончался, и фирма перешла в доверительное управление к Роберту Дану Дугласу, в 1909 году он отошёл от оперативного управления, назначив генеральным директором Арчибальда Фергюсона (Archibald Ferguson). В первую четверть XX века агентство существенно расширило международное представительство, открыв за этот промежуток времени 41 зарубежный офис, в том числе в Латинской Америке и Южной Африке.
В 1931 году агентство поглотило бюро кредитных историй National Credit Office (NCO), в результате фирма преобразована в корпорацию, которую возглавил бывший владелец NCO Артур Уайтсайд (Arthur Whiteside). В 1933 году по инициативе Уайтсайда к компании было присоединено второе по величине кредитное агентство того времени, работающее с частными компаниями — Bradstreet, основанное в 1849 году в Цинциннати Джоном Брэдстритом (John Bradstreet). Объединённая компания получила наименование Dun & Bradstreet.
В 1942 году корпорация приобрела кредитное агентство Джона Кэмпбелла Credit Clearing House, специализирующееся на рынке одежды.

### Вторая половина XX века
В 1962 году Уайтсайд ушёл на пенсию, компанию возглавил Уилсон Ньюмен (J. Wilson Newman), до этого занимавший несколько лет пост президента корпорации, с его именем связывают ряд технологических инноваций, таких как создание в 1958 году собственной проводной сети обмена данными, соединившей 79 филиалов и освоение вычислительной техники для обработки данных об организациях. В 1963 году в целях обеспечения целостности цифровых баз данных была разработана система идентификации субъектов экономической деятельности D-U-N-S (Data Universal Numbering System), получившая применение не только в самом агентстве, но и широко используемая такими международными организациями, как Организация Объединённых Наций и Еврокомиссия. За период руководства Ньюмена корпорация осуществила 40 поглощений и увеличила оборот с $81 млн в 1960 году до $450 млн в 1973 году.
Крупнейшие поглощения 1960-х — 1980-х годов:
- издательство «жёлтых страниц» R. H. Donnelley (основано в 1874 году в Чикаго, также издавала серию журналов торговых объявлений) — 1961 год;
- информационное агентство для инвесторов Moody’s — 1962 год[13];
- компания-аналитик территорий под застройку Fantus — 1966 год;
- книжное издательство Thomas Y. Crowell — 1968 год;
- издательство Funk & Wagnalls — 1971 год;
- журнальное издательство Technical Publishing — 1978 год;
- провайдер вычислительных ресурсов National CSS[англ.] (предоставляла заказчикам доступ к мейнфреймам и мини-компьютерам, размещённым в собственном центре обработки данных) — 1979 год;
- издатель программного обеспечения для мейнфреймов McCormack & Dodge — 1983 год;
- рейтинговое агентство для электронных СМИ, составляющее рейтинг Нильсена A. C. Nielsen — 1984 год (переговоры о поглощении шли с 1969 года[14]).

В конце 1980-х — начале 1990-х годов компания претерпела серию реструктуризаций, сопровождавшуюся продажей подразделений: проданы несколько информационно-технологических подразделений, несколько отраслевых аналитических подразделений, а также маркетинговое подразделение поглощённой в 1961 году R. H. Donnelley. Среди активов приобретённых в начале 1990-х — аналитики рынков информационных технологий Gartner (1993), шведское кредитное агентство Solidited (1993), разработчик аналитического программного обеспечения Pilot Software (1994, с 2007 года принадлежит SAP), несколько национальных телерейтинговых агентств в состав A. C. Nielsen.
К 1996 году, когда компания насчитывала 48 тыс. сотрудников и годовая выручка составляла $4,7 млрд, она была фактически разделена на три крупных корпорации:
- Dun & Bradstreet — под этим наименованием остались подразделения, отвечающие за коммерческую информацию о частных компаниях и кредитное бюро, инвестиционно-рейтинговое агентство Moody’s и издательство «жёлтых страниц» Donnelley ($2 млрд выручки);
- A. C. Nielsen — компанию, в состав которой вошли подразделения, производящие маркетинговые исследования на рынках потребительских товаров ($1,3 млрд выручки);
- Cognizant[англ.] — корпорацию, объединившую агентство маркетинговой информации для здравоохранения и фармацевтической промышленности IMS, аналитиков рынков информационных технологий Gartner, разработчиков программного обеспечения Pilot и медиаподразделение бывшей A. C. Nielsen, составляющее рейтинг Нильсена ($1,4 млрд выручки).

Примечательно, что CEO Dun & Bradstreet Роберт Вайсман (Robert Weismann) после разделения возглавил Cognizant, объединивший самые быстрорастущие активы.
В 1999 году под давлением инвесторов от корпорации были отделены издательство жёлтых страниц R. H. Donneley и рейтинговое агентство Moody’s.

### XXI век
В 2001 году корпорация приобрела агентство Harris InfoSource, ведущую подробные профили американских промышленных предприятий. К 2002 году выручка корпорации составила $1,3 млрд, количество сотрудников — 6,6 тыс.
В 2003 году поглощена компания Hoover’s, ведущая один из наиболее полных на тот момент всемирных каталогов юридических лиц (более 80 млн организаций), Hoover’s сохранено как самостоятельное подразделение, данные между каталогами D&B и Hoover’s ежемесячно синхронизируются. В 2007 году за $55 млн приобретён один из первых онлайновых бизнес-каталогов AllBusiness.com, характеризуемый за технологическую примитивность как «веб 1.0-проект».
В 2012 году корпорация была вынуждена прекратить деятельность в Китае в связи со следствием по делу о нарушении её китайским подразделением (приобретённым в 2009 году) местных законов о защите конфиденциальности частных данных. Через несколько месяцев поступили сообщения о том, что компания наняла группу инвестиционных банков для исследования возможности продажи корпорации.

## Деятельность
По результатам 2011 финансового года 63 % доходов корпорация получила от услуг, объединяемых в группу «продуктов для управления рисками» — предоставления отчётов о кредитоспособности организаций по подписке и по запросам, 30 % — от услуг для маркетинговых подразделений, в основном предоставления выборок потенциальных клиентов по критериям заказчиков, 7 % — доходы интернет-активов, в основном полученные подразделением, созданным на базе Hoover’s. Распределение доходов по продуктовым группам в течение 2009—2011 годов оставалось неизменным. В разрезе регионов 71 % доходов 2001 года получен на североамериканском рынке, 15 % в Азиатско-Тихоокеанском регионе, 14 % — на остальных рынках (включая Европу), в сравнении с предыдущими годами доля выручки в Северной Америке постепенно снижается за счёт роста Азиатско-Тихоокеанского рынка. На начало 2013 года в корпорации работает 5,1 тыс. постоянных сотрудников.

## DUNS
DUNS (сама компания пишет D-U-N-S, от англ. Data Universal Numbering System) — система цифровой идентификации субъектов бизнеса, разработанная Dun & Bradstreet в 1963 году в целях кредитного мониторинга и широко используемая на практике во всём мире. Каждому субъекту присваивается уникальный девятизначный цифровой код, при этом в качестве субъекта не обязательно выступает выделенное юридическое лицо — номер может быть присвоен как группе юридических лиц, так и подразделению крупной компании, если оно обособлено территориально.
Dun & Bradstreet присваивает DUNS-номер бесплатно, притом требование иметь такой номер выставляется многими организациями, например, Правительство США требует наличия этого идентификатора для заключения государственных контрактов. В коммерческом секторе DUNS во многих случаях также считается фактическим стандартом идентификации организаций, так, например, Apple запрашивает номер DUNS в рамках процедуры регистрации учётной записи организации-разработчика в App Store, а при отсутствии такового данные регистранта от его имени в Dun & Bradstreet для присвоения DUNS направляет сама Apple.
DUNS-коды являются псевдослучайными числами и не несут никакой содержательной информации. Изначально последняя позиция кода была отведена под контрольную цифру, вычисляемую алгоритмом Луна (аналогично используемому для номеров банковских пластиковых карт) для исключения случайных искажений номера, в 1997 году в связи с приближением к исчерпанию восьмизначных уникальных комбинаций пришлось модифицировать алгоритм добавлением пятёрки к контрольному числу, что позволило увеличить число возможных субъектов на 100 млн, однако в 2006 году от контрольной суммы пришлось отказаться полностью в связи с очередным исчерпанием свободных номеров.